# Kenta Watanabe
Kenta Watanabe (渡辺 健太 Watanabe Kenta?), född 28 april 1998 i Wakayama prefektur, är en japansk fotbollsspelare.
Watanabe började sin karriär 2017 i FC Machida Zelvia. 2020 flyttade han till Fukushima United FC. Han spelade 12 ligamatcher för klubben. 2021 flyttade han till Kamatamare Sanuki.